# Языковка (Ульяновская область)
Языковка — деревня Барышского района Ульяновской области России. Входит в Живайкинское сельское поселение, на реке Сызранка. Известна тем, что по некоторой информации единственный человек, который там проживает по состоянию на 2023 год, это пенсионер Геннадий Никифоров, который «не хочет оттуда уезжать, потому что ему там нравится».

## История
При создании в 1780 году Симбирского наместничества, село Языково, при речке Теренге, помещиковых крестьян, вошло в состав Сенгилеевского уезда.
В 1859 году деревня Языково в 1-м стане Сенгилеевского уезда Симбирская губерния.
В 2005 г. постановлением Правительства РФ деревня Языково переименована в Языковка.

## Население
| 2010 |
| ---- |
| 5    |